# Pietro Parente
Pietro Kardinal Parente (* 16. Februar 1891 in Casalnuovo Monterotaro, Provinz Foggia, Italien; † 29. Dezember 1986 in Rom) war ein italienischer Theologe, Erzbischof und später Kurienkardinal der römisch-katholischen Kirche.

## Leben
Pietro Parente erhielt seine theologische und philosophische Ausbildung in Benevento, Rom und Neapel. Er empfing am 18. März 1916 das Sakrament der Priesterweihe und leitete anschließend zehn Jahre lang als Regens das Priesterseminar von Neapel. Von 1926 bis 1934 sowie von 1940 bis 1955 arbeitete er als Dozent an der Päpstlichen Lateranuniversität und war Mitarbeiter des Hl. Offizium. In den Jahren 1934 bis 1938 leitete er als Rektor das Päpstliche Athenaeum De Propaganda Fide, in den Jahren 1938 bis 1940 begründete er die theologische und kirchenrechtliche Fakultät in Neapel. 1940 kehrte Parente nach Rom zurück.
1952 ernannte ihn Papst Pius XII. zum Apostolischen Protonotar, 1953 zum Kanoniker an der Patriarchalbasilika San Pietro in Vaticano, 1955 zum Erzbischof von Perugia. Die Bischofsweihe empfing Pietro Parente am 23. Oktober 1955 durch Federico Kardinal Tedeschini im Petersdom; Mitkonsekratoren waren Luigi Traglia und Pietro Sigismondi. Papst Johannes XXIII. ernannte Pietro Parente 1959 zum Assessor des Heiligen Offiziums und Titularerzbischof von Ptolemais in Thebaide.
Pietro Parente nahm in den Jahren 1962 bis 1965 am Zweiten Vatikanischen Konzil teil. Dort gehörte er zunächst zum konservativen Flügel, schlug sich aber im September 1964 auf die Seite des Kirchenhistorikers Giuseppe Alberigo, der eine größere Kollegialität der Bischöfe forderte. Im Dezember 1965 wurde er Sekretär der Glaubenskongregation. Von diesem Amt trat er 1967 zurück. Papst Paul VI. nahm ihn am 26. Juni 1967 als Kardinalpriester mit der Titelkirche San Lorenzo in Lucina in das Kardinalskollegium auf. Er vertrat den Papst in den folgenden Jahren mehrfach als Gesandter bei Eucharistischen Kongressen. Kardinal Parente starb am 29. Dezember 1986 95-jährig in Rom und wurde im Heiligtum Vergine della Rocca in Casalnuovo Monterotaro beigesetzt. Als er starb, war er der älteste Kardinal der Welt.
Pietro Parente gilt heute als einer der bedeutendsten italienischen Theologen der römischen Schule des 20. Jahrhunderts. In seiner Heimatgemeinde Casalnuovo Monterotaro wurde im Mai 2015 ein Museum nach ihm benannt.